# 第44回ロサンゼルス映画批評家協会賞
44th LAFCA Awards

2018年12月9日

作品賞： 

ROMA/ローマ
第44回ロサンゼルス映画批評家協会賞は、ロサンゼルス映画批評家協会が2018年の映画作品に贈る賞である。2018年12月9日に受賞者が発表された。

## 受賞一覧

### 作品賞
- 受賞：『ROMA/ローマ』
- 次点：『バーニング 劇場版』

### 監督賞
- 受賞：デブラ・グラニック - 『足跡はかき消して』
- 次点：アルフォンソ・キュアロン - 『ROMA/ローマ』

### 主演男優賞
- 受賞：イーサン・ホーク - 『魂のゆくえ』
- 次点：ベン・フォスター - 『足跡はかき消して』

### 主演女優賞
- 受賞：オリヴィア・コールマン - 『女王陛下のお気に入り』
- 次点：トニ・コレット - 『ヘレディタリー/継承』

### 助演男優賞
- 受賞：スティーヴン・ユァン - 『バーニング 劇場版』
- 次点：ヒュー・グラント - 『パディントン2』

### 助演女優賞
- 受賞：レジーナ・キング - 『ビール・ストリートの恋人たち』
- 次点：エリザベス・デビッキ - 『妻たちの落とし前』

### 脚本賞
- 受賞：ニコール・ホロフセナー、ジェフ・ウィッティ - 『ある女流作家の罪と罰』
- 次点：デボラ・デイヴィス、トニー・マクナマラ - 『女王陛下のお気に入り』

### アニメ映画賞
- 受賞：『スパイダーマン:スパイダーバース』
- 次点：『インクレディブル・ファミリー』

### 外国語映画賞
- 受賞：『バーニング 劇場版』  韓国
- 受賞：『万引き家族』  日本

### ドキュメンタリー映画賞
- 受賞：『消えた16mmフィルム』
- 次点：『行き止まりの世界に生まれて』

### 編集賞
- 受賞：ジョシュア・アルトマン、ビン・リウ - 『行き止まりの世界に生まれて』
- 次点：アルフォンソ・キュアロン、アダム・ガフ - 『ROMA/ローマ』

### 撮影賞
- 受賞：アルフォンソ・キュアロン  - 『ROMA/ローマ』
- 次点：ジェームズ・ラクストン - 『ビール・ストリートの恋人たち』

### 音楽賞
- 受賞：ニコラス・ブリテル - 『ビール・ストリートの恋人たち』
- 次点：ジャスティン・ハーウィッツ - 『ファースト・マン』

### 美術賞
- 受賞：ハンナ・ビークラー - 『ブラックパンサー』
- 次点：フィオナ・クロンビー - 『女王陛下のお気に入り』

### 新人賞
- 受賞：クロエ・ジャオ - 『ザ・ライダー』

### 功労賞
- 宮崎駿

### ダグラス・エドワード実験/自主映画賞
- 『Green Frog』